# Battaglia di Mantinea (418 a.C.)
La battaglia di Mantinea fu combattuta da Sparta e i suoi alleati contro una coalizione tra Argo, Atene, Mantinea ed altri alleati durante il periodo conosciuto come pace di Nicia.

## Il quadro politico e le alleanze
A seguito dello scontro di Sfacteria, l'esercito spartano era ad un passo dal perdere la propria reputazione di invincibilità. Per di più, l'immobilismo militare, teso a non impegnare mai in scontri decisivi gli insostituibili Spartiati, si rivelava pericolosamente inefficace; solo l'impresa di Brasida in Tracia riportò la bilancia in equilibrio.
Ad Atene il malcontento dovuto alle condizioni di pace cresceva, mentre i demagoghi e i nemici del partito aristocratico (fazione favorevole all'alleanza con Sparta ma in perpetua minoranza e invisa ai potenti commercianti ed industriali) cercavano di trovare una scusa per riaprire le ostilità.
Lo spirare dell'armistizio fra Sparta e Argo diede loro un pretesto.
Argo accusava Sparta di occupare la Cinuria illegalmente; ritenendosi in grado di recitare una parte più importante nello scacchiere politico esistente, non rinnovò l'accordo di non belligeranza bilaterale. 
La sua posizione geografica, circondata da ogni parte da città alleate di Sparta, quali Epidauro, Corinto, Orcomeno, ne faceva uno strumento ideale nelle mani di Atene per rinfocolare le ostilità.
Tucidide, nella sua Guerra del Peloponneso, riferisce minutamente il dibattito politico avvenuto ad Atene intorno all'opportunità di usare Argo come scusa per riaccendere le ostilità. A Sparta si cercava solamente di evitare uno scontro, per non dover di nuovo esporre gli Spartiati a perdite, e contestualmente alla conclusione della pace con Atene furono mandati ad Argo inviati per rinnovare la tregua. Gli Argivi però accolsero male i messaggeri, dato che contemporaneamente Corinzi e altri membri della Simmachia peloponnesiaca, scontenti dei termini della Pace di Nicia, intavolavano trattati di alleanza con Argo. Gli Argivi, lusingati da un possibile ritorno del Peloponneso sotto il loro controllo, contando anche sulla fine dell'imbattibilità spartana a Sfacteria, lanciarono l'idea di un'alleanza fra tutte le potenze che volessero aderire, escluse Sparta ed Atene. Primi ad aderire, i Mantineesi con i loro alleati, poi Elei, Corinzi e i Calcidesi della Tracia. Beoti e Megaresi, diffidenti del governo democratico di Argo, restarono con Sparta. Corinto e Argo concertarono persino una spedizione militare congiunta per indurre Tegea ad entrare nella nuova alleanza; ma di fronte al loro fermo rifiuto, poi a quello dei Beoti, i Corinzi cominciarono a temere di essersi cacciati in una posizione sfavorevole.
Gli Argivi, a loro volta, cominciarono trattative con gli Spartani per rinnovare la tregua, ma, di fronte al rafforzamento dei legami tra Sparta e Tebe e alla sempre crescente irritazione di Atene per gli scarsi frutti della pace con gli Spartani, si risolsero di inviare anche ad Atene un'ambasciata.
Ad Atene intanto Sparta veniva vista come responsabile del mancato rispetto da parte dei suoi alleati delle clausole di restituzione delle città e fortezze perse (Anfipoli, Panatto e altre). Alcibiade, che contava sull'occasione per aumentare il suo prestigio, con un raggiro fece sì che l'ambasciata spartana, giunta allo scopo di giustificare l'operato di Sparta e, se possibile, rafforzare l'alleanza, si rendesse ridicola e invisa all'assemblea. Anche la missione di Nicia, inviato a Sparta per ottenere la denuncia dell'alleanza con Tebe e un nuovo impegno alla restituzione, fallì, e al suo ritorno Nicia si trovò in minoranza: Atene sancì subito un'alleanza offensiva e difensiva con Argo, Mantinea, Elide e alleati minori. Corinto si tenne ai margini e Sparta ed Atene non annullarono la loro tregua.
Il primo passo dei nuovi coalizzati fu di assediare Epidauro. Questa città si trovava in posizione ideale per favorire o interrompere le comunicazioni fra Argo ed Atene, ma le operazioni si protrassero: il contingente ateniese - gli Ateniesi erano l'autorità riconosciuta in fatto di assedi - tardava, così anche i riluttanti Spartani ebbero il tempo di rinforzare la guarnigione di Epidauro (fornendo ad Atene il pretesto per denunciare la tregua) e di mobilitare l'esercito richiamando anche i contingenti degli alleati, sotto il comando di re Agide II. Mentre i Tegeati e tutti gli altri Arcadi alleati con Sparta si incontrarono a Mantinea, quelli provenienti dal resto del Peloponneso e da oltre confine si concentravano a Fliunte. I Beoti fornivano cinquemila opliti, corinzi e gli altri si aggregavano con forze disparate: i Fliasi furono mobilitati in massa, poiché l'armata si veniva raccogliendo nel loro territorio. (Tucidide,  Guerra del Peloponneso, V, 57)

## Le operazioni
Alla notizia della mobilitazione spartana gli Argivi raccolsero il loro esercito, al loro fianco si erano schierati i Mantineesi con i propri alleati e tremila opliti elei. Il contingente spartano incontrò l'esercito nemico, superiore di numero, ma con una marcia notturna riuscì a sganciarsi e ricongiungersi con gli alleati a Fliunte. Questo fu il primo esempio della capacità strategica di Agide, che nel prosieguo della campagna riuscirà a far correre l'esercito nemico in tutte le direzioni, ingannandolo perennemente. Il suo disegno strategico era, se possibile, portare allo sfascio dell'alleanza Argo - Atene senza giungere ad una battaglia decisiva, oppure, in caso questa sia inevitabile, esporre i suoi preziosi Spartiati il meno possibile.
Riunito il suo esercito, forte di 20000 uomini, Agide suddivise i vari contingenti e li inviò attraverso vari passi montani a ricongiungersi nella piana di Argo. Gli Argivi, sempre all'inseguimento ebbero piccole scaramucce ora con un contingente ora con un altro, poi, compreso che gli Spartani si dirigevano sulla loro città, si affrettarono a loro volta e sbucarono nella pianura nel momento in cui tutti i contingenti dell'esercito di Agide facevano lo stesso, intrappolando nel mezzo gli Argivi, i quali credevano di avere un vantaggio decisivo nella vicinanza della città, ma gli strateghi si resero conto dell'imminente disastro e giunsero ad un accordo con Agide. Venne stipulata, senza l'assenso delle assemblee, una tregua di quattro mesi, e si stabilì di ricorrere ad un arbitrato fra Sparta e Atene, e a rispettarne il risultato. Agide, senza perdere un uomo, ottenne la fine dell'alleanza Argo - Atene. 
Si può ben credere che gli alleati di Sparta, all'ordine di ritirarsi quando già contavano sul saccheggio, non abbiano compreso né gradito la finezza delle manovre di Agide. Inoltre gli Argivi non apprezzavano affatto le condizioni stipulate (Tucidide narra del tentativo di lapidare gli strateghi responsabili della tregua) e al ritorno ad Argo trovarono, appena arrivato, il contingente ateniese, così dopo alcuni tentennamenti fu presa la decisione di ricominciare le operazioni e fu scelto come bersaglio la città di Orcomeno, che si arrese dopo una resistenza simbolica.
Alla notizia che Orcomeno era caduta il malcontento contro Agide esplose anche a Sparta, fu messo in opera un meccanismo di controllo degli Efori sull'operato del re in guerra, fatto unico nella storia di Sparta. Non si sa quanto questo meccanismo fosse reale o solo mirato a stornare dal capo di Agide il pericolo di essere rimosso.
Mentre si preparava la nuova mobilitazione giunge la notizia che dopo Orcomeno l'esercito nemico minacciava Tegea, l'alleata più fidata di Sparta. La mobilitazione venne completata in fretta, l'esercito si mosse verso la città minacciata per la via più breve, gli alleati furono invitati a riunirsi per strada. 
L'obiettivo strategico di re Agide II era mutato, Atene era scesa in campo, l'alleanza non si era disgregata, bisognava infliggere una lezione al nemico, a costo di rischiare uno scontro decisivo. L'esercito argivo era disposto in una posizione molto forte, con vie di accesso accidentate, Agide nonostante lo stupore dei suoi, schierò le sue truppe e diede segnali di voler attaccare; poi all'improvviso (Tucidide dichiara candidamente di non capire le ragioni di questa mossa) ordinò il ripiegamento. Nei nemici crebbe la confusione: abbandonarono così la loro forte posizione e si diressero nella pianura di Mantinea, dove Agide, come farà molto più tardi Caio Mario, aveva schierato il suo esercito nella deviazione di un fiume minacciando gli alleati di Argo, per meglio provocare gli Argivi alla battaglia. Sorpresi dagli Spartani, si imbatterono nell'esercito avversario, schierato e pronto al combattimento che, con la sua ineguagliata capacità tattica, ben presto si riposizionò nella piana di Mantinea.

## Gli eserciti
Lo schieramento delle due armate in campo era così composto:
gli Spartani schierarono:
- i contingenti della Sciritide[1] (circa 600 uomini) al posto d'onore che spetta loro per consuetudine, l'estrema ala sinistra;
- i Perieci[2] dell'esercito guidato da Brasida alla vittoria di Anfipoli;
- i Neodamodi[3];
- al centro i 7 lochoi[4] degli Spartiati con Arcadi Erei e Menali;
- all'ala destra, Tegeati e un manipolo di Spartiati come serrafila.

La cavalleria (scarsa, come in tutta la storia di Sparta), composta da 400 cavalieri, distribuita alle due estreme.
Gli "argivi" schieravano, invece:
- a sinistra gli Ateniesi con la propria cavalleria, coadiuvati da contingenti argivi di orneati;
- al centro Arcadi e i 1000 opliti professionisti di Argo;
- a destra i reparti provenienti da Mantinea.

Tucidide, che nella sua cronaca ci fornisce informazioni inestimabili, stima che la prima fila dell'esercito spartano fosse composta da 448 combattenti, esclusi i 600 Sciriti. Contando una formazione tipica in otto file, possiamo stimare che l'intero esercito sceso in campo a Mantinea contasse da 4000-4500 uomini inclusi cavalleria e Sciriti. Tucidide ritiene leggermente inferiore numericamente l'esercito opposto, e fornisce l'ordine e la provenienza dei reparti schierati. Studiosi anglosassoni, come Donald Kagan, basandosi su altri storici come Diodoro Siculo calcolano invece che gli spartani fossero circa 9000 uomini e l'esercito opposto contasse circa 8000 uomini. 
(Tucidide)

## La battaglia
Prima del combattimento i vari comandanti dei reparti della coalizione Argo-Ateniese rivolgono ai combattenti le tradizionali arringhe, mentre gli Spartani si ricordano l'un l'altro, come è loro abitudine, con canti corali le grandi gesta degli antenati. Poi le schiere si avviano, al passo ritmato dal suono del flauto gli Spartani, gli altri "col cuore in tumulto, fremendo". Di certo avanzavano con maggior rapidità di quel che Agide si aspettava, dato che quando le truppe erano ormai in contatto stava ancora cercando di manovrare. La falange tendeva, durante il movimento rettilineo verso il nemico, a scorrere verso destra, così da accerchiare l'opposta ala sinistra. All'origine di ciò, nota Tucidide, è il capofila dell'ala destra, che cerca di proteggere il suo lato scoperto. Tutti gli altri lo seguiranno nel movimento cercando di ripararsi il più possibile dietro lo scudo del compagno di destra. Abbiamo visto come re Agide si sia comportato da stratega di tutto rispetto. Ora come tattico, secondo alcuni,  volle strafare; poiché infatti il suo schieramento era meno sviluppato di quello opposto, egli ordinò alla sua ala sinistra di spostarsi all'esterno, così da eguagliare in larghezza l'ala destra nemica, e a due reparti della sua ala destra, di spostarsi a sinistra e di colmare i vuoti. Questa mossa è stata variamente giudicata a posteriori dagli studiosi; alcuni, che seguono alla lettera il giudizio di Tucidide secondo cui Agide fosse un comandante tentennante e privo di esperienza in tutta la campagna, la ritengono una prova della scarsa competenza militare di Agide; altri pensano che correttamente eseguita avrebbe avuto successo.
L'ordine fu eseguito dagli Sciriti e dai contingenti di Brasida, ma i polemarchi Ipponoida e Aristocle dei reparti di rincalzo, che vedevano il nemico avvicinarsi velocemente, si rifiutarono di ubbidire (dopo la battaglia furono puniti con l'esilio, il che prova come l'ordine fosse giudicato ragionevole). L'ala sinistra, ormai separata dal resto dello schieramento, fu infiltrata e respinta, addirittura fino agli accampamenti, dalle truppe di Mantinea e dall'esercito professionale argivo. Ma in tutto il resto dello schieramento la resistenza opposta agli Spartani fu molto debole, molti combattenti volsero in fuga alla sola vista dello schieramento spartano all'attacco; Tucidide riferisce che alcuni morirono calpestati, tale fu la fretta di fuggire gli Spartani. Lo schieramento ateniese, il solo che tentasse di resistere, fu totalmente accerchiato e corse il rischio di essere annientato. L'appoggio della cavalleria, probabili considerazioni politiche, la necessità di soccorrere l'ala sinistra fecero sì che gli Spartani aprissero il cerchio e consentissero agli Ateniesi e ad altri alleati intrappolati di ritirarsi, al prezzo di duecento morti su un totale di un migliaio di combattenti, e della vita di entrambi gli strateghi. Gravi perdite, circa duecento uomini, sofferse anche il contingente di Mantinea che, inizialmente vittorioso, dopo che tutti gli alleati si erano dileguati era rimasto solo contro tutto l'esercito spartano alla riscossa. Settecento uomini sono le perdite stimate da Tucidide per Argivi, Orneati e Cleonei, il grosso dell'esercito sconfitto. Gli alleati di Sparta non registrarono perdite significative, mentre gli Spartani perdevano (probabilmente) intorno a trecento uomini, quasi tutti "sacrificabili" Perieci. La tradizione spartana di non inseguire a lungo i nemici sconfitti da sempre costituiva un "incentivo alla fuga", e lo scontro si concluse rapidamente.

## Conseguenze
La vittoria di re Agide II, ottenuta con un sesto delle forze spartane ancora a Tegea sotto il comando di re Plistonatte, riconfermava la capacità bellica in campo aperto degli spartani, provocando lo scioglimento della coalizione antispartana e riuscendo, sia pure per poco tempo, ad imporre un trattato di alleanza ad Argo e più tardi ad instaurarvi un effimero governo oligarchico (appoggiato dall'élite oplitico-aristocratica lasciata fuggire dopo la disfatta di Mantinea). Più duratura fu la definitiva annessione della Cinuria. Mantinea tentò una resistenza disperata, ma dovette presto accedere ad un trattato di alleanza con gli Spartani, di fatto rinunciando alla propria sfera d'influenza a loro favore.
Atene lascia il Peloponneso, solo dopo aver riportato un regime democratico ad Argo, con cui stabilì un'alleanza di 50 anni, per trasferirsi in Calcidica e Tracia, dove riprende con le armi possesso delle sue colonie, strappando un accordo con il re macedone Perdicca II.
Atene infine attaccò Milo, isola facente parte della lega di Delo, ma di stirpe dorica, uccidendone tutti gli uomini e riducendo in schiavitù donne e bambini perché ritenuti colpevoli di voler rimanere neutrali, rifiutando la soggezione ad Atene, e di voler cercare aiuto di Sparta in caso di aggressione.